# Hipólito Villa
Hipólito Villa, pseudonimo di José Hipólito Arango Arámbula (Durango, 1881 – Chihuahua, 1964), è stato un generale messicano, fratello minore di Pancho Villa.
Hipólito nacque nella hacienda "Rancho de Río Grande", nel Durango, nel 1881. Nel 1910 si unì al fratello nell'insurrezione maderista contro Porfirio Díaz e da allora lo accompagnò nelle campagne nel Chihuahua, Coahuila e Durango come consulente finanziario della División del Norte, e prese parte alle battaglie di Gómez Palacio, Torreón e Zacatecas. Dopo lo scioglimento della División del Norte, si trasferì a Cuba con tutta la famiglia Villa ma nel 1916 tornò in Messico per ricongiungersi con Pancho nella guerriglia contro i Costituzionalisti di Venustiano Carranza. Dopo la fine della rivoluzione messicana nel 1920 fu amnistiato, ma nel 1923 si unì ai ribelli di Adolfo de la Huerta contro il governo. Una volta che la ribellione fu schiacciata, si ritirò a vita privata. Passò il resto della vita in miseria, vivendo soltanto con la sua pensione da generale di brigata. Morì nel Chihuahua nel 1964.